# Keerken
Keerken is een gehucht in Eksaarde, een deelgemeente van de Belgische stad Lokeren.

## Geschiedenis
Keerken ontstond als een nederzetting van verspreide boerderijen ten zuiden van het dorpscentrum van Eksaarde. Op de Ferrariskaart uit 1777 stond het gehucht vermeld als "Batschoote", een vroegere benaming voor het gehucht Bautschoot. Zowel Keerken als Bautschoot werden gebruikt om naar deze plek te verwijzen. Op de Atlas der Buurtwegen uit 1841 werd de nederzetting echter aangeduid als "Keerke", en op de Vandermaelenkaart komt de plaats zowel voor als "Bautschoot" en "Kerken". Uiteindelijk werd de naam "Keerken" meer geassocieerd met dit gebied, terwijl "Bautschoot" vaker werd gebruikt voor het stuk lintbebouwing tussen Keerken en Eksaarde.

## Ligging
Keerken bevindt zich langs een rechtgetrokken deel van de verbindingsweg tussen Eksaarde en Lokeren, de N433, dat zowel het rechte weggedeelte als de voormalige bocht omvat. Dit gehucht ligt ten zuiden van Eksaarde en ten noorden van Ganzendries.
Deelgemeenten: Daknam · Eksaarde · Lokeren · Moerbeke

Dorpen: Doorslaar · Heiende · Koewacht · Kruisstraat · Oudenbos

Gehuchten: Brandbezen · Bautschoot · Briel · Calaigne · Caudenborm · De Katte · Den Oever · Duivekeet · Eksaardedam · Everslaar · Fortuine · Ganzendries · Lammeken · Heydensveer · Hillare · Hul · Keerken · Keersmakers · Molenhoek · Molsbergen · Naastveld ·  Nieuwpoort · Oosteindeke · Pereboom · Rijssel · Rode Sluis · Scheepken · Staakte · Stenenbrug · Terwest · Turfakkers · Veldeken · Vogelzang · Vossel · Werkstede · Westhoek · Zeveneekskens · Zwarte Sluis

Wijken: Bergendries · Bokslaar · Bloemenwijk · De Kop · Flamigantenwijk · Ledehof · Heirbrug · Lokeren-Zuid · Puttenen · Rozen · Schrijverswijk · Spoele · Stationswijk · Vogelkwijk

Buurten: Kouter · Oude Brug · 't Zand

Belgische gemeenten · Arrondissement Sint-Niklaas · Oost-Vlaanderen · Vlaanderen